# محيصة بن مسعود
مُحيصَة بن مسعود الأنصاريّ الحارثيّ، أحد صحابة النبي محمد من الأنصار من قبيل الأوس، يُكنّى بأبي سعد، بعثه النبي محمد إلى أهل فدك (وهي بلدة يهودية بالقرب من خيبر) يدعوهم إِلى الإسلام، وهو الأخ الأصغر لحويصة.